# Caldwell (Ohio)
Caldwell és una població dels Estats Units a l'estat d'Ohio. Segons el cens del 2000 tenia 1.956 habitants.

## Demografia
Segons el cens del 2000, Caldwell tenia 1.956 habitants, 831 habitatges, i 480 famílies. La densitat de població era de 770,6 habitants per km².
Dels 831 habitatges en un 26% hi vivien nens de menys de 18 anys, en un 45,6% hi vivien parelles casades, en un 9,3% dones solteres, i en un 42,2% no eren unitats familiars. En el 39,4% dels habitatges hi vivien persones soles el 23,7% de les quals corresponia a persones de 65 anys o més que vivien soles. El nombre mitjà de persones vivint en cada habitatge era de 2,15 i el nombre mitjà de persones que vivien en cada família era de 2,86.
Per edats la població es repartia de la següent manera: un 20,1% tenia menys de 18 anys, un 8,8% entre 18 i 24, un 23,5% entre 25 i 44, un 20,8% de 45 a 60 i un 26,9% 65 anys o més.
L'edat mediana era de 43 anys. Per cada 100 dones de 18 o més anys hi havia 79,2 homes.
La renda mediana per habitatge era de 26.020 $ i la renda mediana per família de 36.094 $. Els homes tenien una renda mediana de 31.250 $ mentre que les dones 19.643 $. La renda per capita de la població era de 14.942 $. Aproximadament el 9,7% de les famílies i el 14,5% de la població estaven per davall del llindar de pobresa.

## Poblacions més properes
El següent diagrama mostra les poblacions més properes.